# Vicky il vichingo (film)
Vicky il vichingo (Wickie und die starken Männer) è un film tedesco del 2009 diretto da Michael Herbig.
È basato sulla serie animata degli anni settanta Vicky il vichingo, a sua volta ispirata ad una serie di libri per bambini degli anni sessanta dello scrittore svedese Runer Jonsson.

## Distribuzione
In Italia il film è uscito il 22 novembre 2014.

## Sequel
Dato il successo che ha avuto il film in Germania, ne è stato realizzato un sequel nel 2011, dal titolo Vicky e il tesoro degli dei (Wickie auf großer Fahrt), per la regia di Christian Ditter.